# Pleiku flygplats
Pleiku flygplats (PXU) är en flygplats i Pleiku, vilken är huvudorten för provinsen Gia Lai i Vietnam. Flygplatsen kan tjäna medelstora flygplan som Airbus ATR 72, Fokker 70, och har en kapacitet på 200 000 passagerare per år. Flygplatsen byggdes ursprungligen av fransmän för militära ändamål.
För närvarande[när?] finns det flyg till Ho Chi Minh-staden, Hanoi, Buon Ma Thuot och Vinh.